# Família Osmanoğlu
A Família Osmanoğlu ou Casa de Osmã é uma família pertencente à histórica Dinastia Otomana, que foi a casa governante do Império Otomano de 1299 até a abolição do Sultanato Otomano em 1922, e do Califado Otomano de 1517 até a abolição do califado em 1924. Em 1924, membros da família Osmanoğlu foram forçados ao exílio. Seus descendentes agora vivem em muitos países da Europa, assim como nos Estados Unidos e no Oriente Médio, e como agora eles foram autorizados a retornar à sua terra natal, muitos agora também vivem na Turquia. Os membros femininos da dinastia foram autorizados a regressar depois de 1951, e os membros masculinos depois de 1973. A família adotou o sobrenome Osmanoğlu, que significa "filho de Osmã".

## Chefes da família desde 1922
Abaixo está uma lista de pessoas que teriam sido herdeiras do trono otomano após a abolição do sultanato em 1 de novembro de 1922. Essas pessoas não necessariamente reivindicaram o trono; por exemplo, Ertuğrul Osman disse: "A democracia funciona bem na Turquia."
- Mehmed VI, último sultão otomano (1918–1922), então 36º chefe da Casa de Osmã no exílio (1922–1926).[5]
- Abdul Mejide II, primo de Mehmed VI. Último califa otomano (1922–1924), então 37º chefe da Casa de Osmã após a morte de Mehmed VI Vahideddin (1926–1944).[5]
- Ahmed Nihad, 38º chefe da Casa de Osmã (1944–1954), neto do sultão Murade V.[5]
- Osman Fuad, 39º chefe da Casa de Osmã (1954–1973), meio-irmão de Ahmed IV Nihad.[5]
- Mehmed Abdulaziz, 40º chefe da Casa de Osmã (1973–1977), neto do sultão Abdulazize.[5]
- Ali Vâsib, 41º chefe da Casa de Osmã (1977–1983), filho de Ahmed IV Nihad.[5]
- Mehmed Orhan, 42º chefe da Casa de Osmã (1983–1994), neto do sultão Abdulamide II.[6]
- Ertuğrul Osman, 43º chefe da Casa de Osmã (1994–2009), neto do sultão Abdulamide II.[7] Ele é conhecido na Turquia como "o Último Otomano".
- Bayezid Osman, 44º chefe da Casa de Osmã (2009–2017), bisneto do sultão Abdul Mejide I.[8]
- Dündar Ali Osman, 45º chefe da Casa de Osmã (2017–2021), bisneto do sultão Abdulamide II.
- Harun Osman, 46º chefe da Casa de Osmã (2021–presente), bisneto do sultão Abdulamide II.

## Ressurgimento do interesse pela família otomana

Membros da família, incluindo Şehzade Ömer Faruk e Sabiha Sultana

Desde a virada do século XXI, tem havido um interesse crescente pelos membros vivos da família otomana, tanto na Turquia como no estrangeiro.
Em 2006, os familiares reuniram-se no Palácio Dolmabahçe para a apresentação do documentário Osmanoğlu'nun Sürgünü (O Exílio dos Otomanos), produzido pela TRT (Corporação Turca de Rádio e Televisão). Este documentário acompanhou as histórias dos membros da família otomana que foram para o exílio em 1924, após o estabelecimento da República Turca e a abolição do Califado Otomano. Em seguida, ele conta as histórias de seus descendentes, que agora vivem na Turquia, Europa, Índia, América do Norte e por todo o Oriente Médio. A ampla cobertura deste evento e o sucesso da série documental aumentaram dramaticamente o perfil da Família Imperial.
De acordo com o The New York Times, os historiadores disseram que a demonstração de reverência no funeral do príncipe imperial Ertuğrul Osman em setembro de 2009 foi um "momento seminal na reabilitação do Império Otomano".
A popularidade da série histórica de televisão Payitaht Abdulhamid sobre o Império Otomano cresceu significativamente nos últimos anos na Turquia, e o governo turco sob Erdoğan encorajou uma nostalgia pela grandeza do antigo império, que às vezes é chamada de "Neo-otomanismo".
Uma entrevista com o Príncipe Imperial Mahmud pela Agência de Notícias da Anatólia foi publicada em várias publicações na Turquia e no Reino Unido.

## Cidadania turca
Sem exceção, todos os membros de alto escalão da família imperial otomana foram exilados em 1924. A maioria nunca havia saído de sua terra natal antes, e todos foram forçados a começar uma nova vida no exterior. A família partiu da estação ferroviária de Sirkeci e se dispersou pela Europa, Estados Unidos, Oriente Médio e Ásia. No exílio, a família viveu na pobreza. Como o antigo sultão otomano Mehmed VI Vahideddin havia se estabelecido em San Remo, muitos membros da família se reuniram no sul da França. Depois de viver na Suíça por um curto período, o último califa do islamismo, o príncipe imperial (Şehzade) Abdul Mejide II, também se mudou para a Riviera Francesa, estabelecendo-se em Nice. A República da Turquia emitiu documentos de viagem para os membros exilados da família otomana, mas eles eram válidos apenas por um ano. Portanto, em 1925, os membros da família não podiam mais viajar. O príncipe (Şehzade) Ali Vâsib Efendi apelou ao governo francês e conseguiu obter passaportes de cortesia para eles. O governo francês também emitiu passaportes para os filhos dos membros da família que nasceram no exílio. Nos anos desde que o exílio foi levantado em 1973, muitos membros da família otomana obtiveram cidadania turca e possuem passaportes turcos.

## Príncipes Imperiais (Şehzades) da Casa de Osmã
A forma formal de se dirigir aos descendentes masculinos dos sultões otomanos é Devletlu Necabetlu Şehzade Sultan (nome próprio) Hazretleri Efendi, ou seja, Príncipe Imperial do Sultão (nome próprio). De acordo com as genealogias da Casa de Osman, se o Sultanato não tivesse sido abolido, haveria vinte e sete Príncipes Imperiais na linha de sucessão após Dundar Ali Osman (2017-2021), o falecido chefe da família. A lei de sucessão utilizada é a da antiguidade agnática, com a sucessão passando para o dinasta masculino mais velho.
1. Şehzade Harun Osman Efendi (n. 1932) (descendente de Abdulamide II)[19][22][23][24][25][26]
2. Şehzade Osman Selaheddin Osmanoğlu Efendi (n. 1940) (descendente de Murade V por meio de Ahmed IV e Ali I, e de Maomé V por meio de Ömer Hilmi)[19][22][23][24][25][26]
3. Şehzade Ömer Abdülmecid Osmanoğlu Efendi (n. 1941) (descendente de Maomé V por meio de Ömer Hilmi e Mahmud Namık)[19][22][23][26]
4. Şehzade Mehmed Ziyaeddin Efendi (n. 1947) (descendente de Maomé V)[19][22][23][25][26]
5. Şehzade Roland Selim Kadir Efendi (n. 1949) (descendente de Abdulamide II)[19][22][23][24][26]
6. Şehzade Selim Djem Efendi (n. 1955) (descendente de Abdul Mejide I)[19][22][23][24][26]
7. Şehzade Orhan İbrahim Suleiman Saadeddin Efendi (n. 1959) (descendente de Abdulazize)[19][22][23][24][26]
8. Şehzade Mustafa Kemal Stockley Efendi (n. 1961) (descendente de Abdulamide II)[19][22][23][24][26]
9. Şehzade Orhan Osmanoğlu Efendi (n. 1963) (descendente de Abdulamide II)[19][22][23][24][26]
10. Şehzade Eric Mehmed Ziyaeddin Nazim Efendi (n. 1966) (descendente de Maomé V)[19][22][23][26]
11. Şehzade Orhan Murad Osmanoğlu Efendi (n. 1972) (descendente de Murade V por meio de Ahmed IV e Ali I, e de Maomé V por meio de Ömer Hilmi)[19][22][23][24][25][26]
12. Şehzade Francis Mahmud Namık Osmanoğlu Efendi (n. 1975) (descendente de Maomé V por meio de Ömer Hilmi e Mahmud Namık)[19][22][23][26]
13. Şehzade René Osman Abdul Kadir Efendi (n. 1975) (descendente de Abdulamide II)[19][22][23][24][26]
14. Şehzade Daniel Adrian Abdulhamid Kadir Efendi (n. 1977) (descendente de Abdulamide II)[19][22][23][24][26]p
15. Şehzade Abdulhamid Kayıhan Osmanoğlu Efendi (n. 1979) (descendente de Abdulamide II)[19][22][23][24][26]
16. Şehzade Selim Süleyman Osmanoğlu Efendi (n. 1979) (descendente de Murade V por meio de Ahmed IV, e de Maomé V por meio de Ömer Hilmi)[19][22][23][24][26]
17. Şehzade Nazım Osmanoğlu Efendi (n. 1985) (descendente de Maomé V)[19][22][23][26]
18. Şehzade Yavuz Selim Osmanoğlu Efendi (n. 1989) (descendente de Abdulamide II)[19][22][23][24][26]
19. Şehzade Turan Cem Osmanoğlu Efendi (n. 2004) (descendente de Murade V por meio de Ahmed IV)[19][22][23][26]
20. Şehzade Tamer Nihad Osmanoğlu Efendi (n. 2006) (descendente de Murade V por meio de Ahmed IV)[19][22][23][26]
21. Şehzade Ziyaeddin Reşad Osmanoğlu Efendi (n. 2012) (descendente de Maomé V por meio de Ömer Hilmi e Mahmud Namık)[19][22][23][26]
22. Şehzade Cem Ömer Osmanoğlu Efendi (n. 2015) (descendente de Maomé V por meio de Ömer Hilmi e Mahmud Namık)[19][22][26]
23. Şehzade Abdülaziz Osmanoğlu Efendi (n. 2016) (neto de Harun Osman e descendente de Abdulamide II)[19][22][27][28][29]

## Princesas Imperiais (Sultanas) da Casa de Osmã
A forma formal de se dirigir às descendentes femininas dos sultões otomanos é Devletlû İsmetlu (nome próprio) Sultân Aliyyetü'ş-Şân Hazretleri, ou seja, Sultana (nome próprio). De acordo com as genealogias da Casa de Osman, se o Sultanato não tivesse sido abolido, haveria quinze Sultanas:
1. Margot Miriam Leyla Osmanoğlu Sultana (n. 1947, Paris) (descendente de Abdulamide II)[19][22][23][24][25][26]
2. Nilüfer Osmanoğlu Sultana (n. 1953, Egito) (descendente de Abdul Mejide I)[19][22][23][24][25][26]
3. Perihan Osmanoğlu Sultana (n. 1963, Bulgária) (descendente de Abdulazize)[19][22][23][24][25][26]
4. Ayşe Louise Osmanoğlu Sultana (n. 1964, Turquia) (descendente de Maomé V)[19][22][23][24][25][26]
5. Gülhan Osmanoğlu Sultan (n. 1968, Paris) (descendente de Abdülaziz)[19][22][23][24][25][26]
6. Ayşe Gülnev Osmanoğlu Sultana (n. 1969, Paris) (descendente de Murade V)
7. Nurhan Evanthia Osmanoğlu Sultana (n. 1970, Grécia) (descendente de Abdulamide II)[19][22][23][24][26]
8. Nilhan Osmanoğlu Sultana (n. 1987, Turquia) (descendente de Abdulamide II)[19][22][23][24][26]
9. Zoe Osmanoğlu Sultana (n. 1988, Egito) (descendente de Maomé V)[19][22][23][24][25][26]
10. Emma Osmanoğlu Sultana (n. 1992, Damasco) (descendente de Abdulamide II)[19][22][23][24][26]
11. Suzan Osmanoğlu Sultana (n. 1997, Países Baixos) (descendente de Abdulamide II)[19][22][23][24][25][26]
12. Ridwan Osmanoglu Sultana (n. 1998) (descendente de Abdulamide II)[19][22][23][24][25]
13. Berna Osmanoğlu Sultana (n. 1999) (descendente de Abdulamide II)[19][22][23][24][26]
14. Asyahan Osmanoğlu Sultana (n. 2004) (descendente de Abdulamide II)[19][22][23][24][26]
15. Esma Emira Osmanoğlu Sultana (n. 2015) (descendente de Murade V por meio de Ahmed IV e Ali I, e de Maomé V  por meio de Ömer Hilmi)[19][22][23][26]